# Joppolo Giancaxio
Joppolo Giancaxio – miejscowość i gmina we Włoszech, w regionie Sycylia, w prowincji Agrigento.
Według danych na styczeń 2010 gminę zamieszkiwało 1247 osób przy gęstości zaludnienia 65,3 os./1 km².

## Linki zewnętrzne

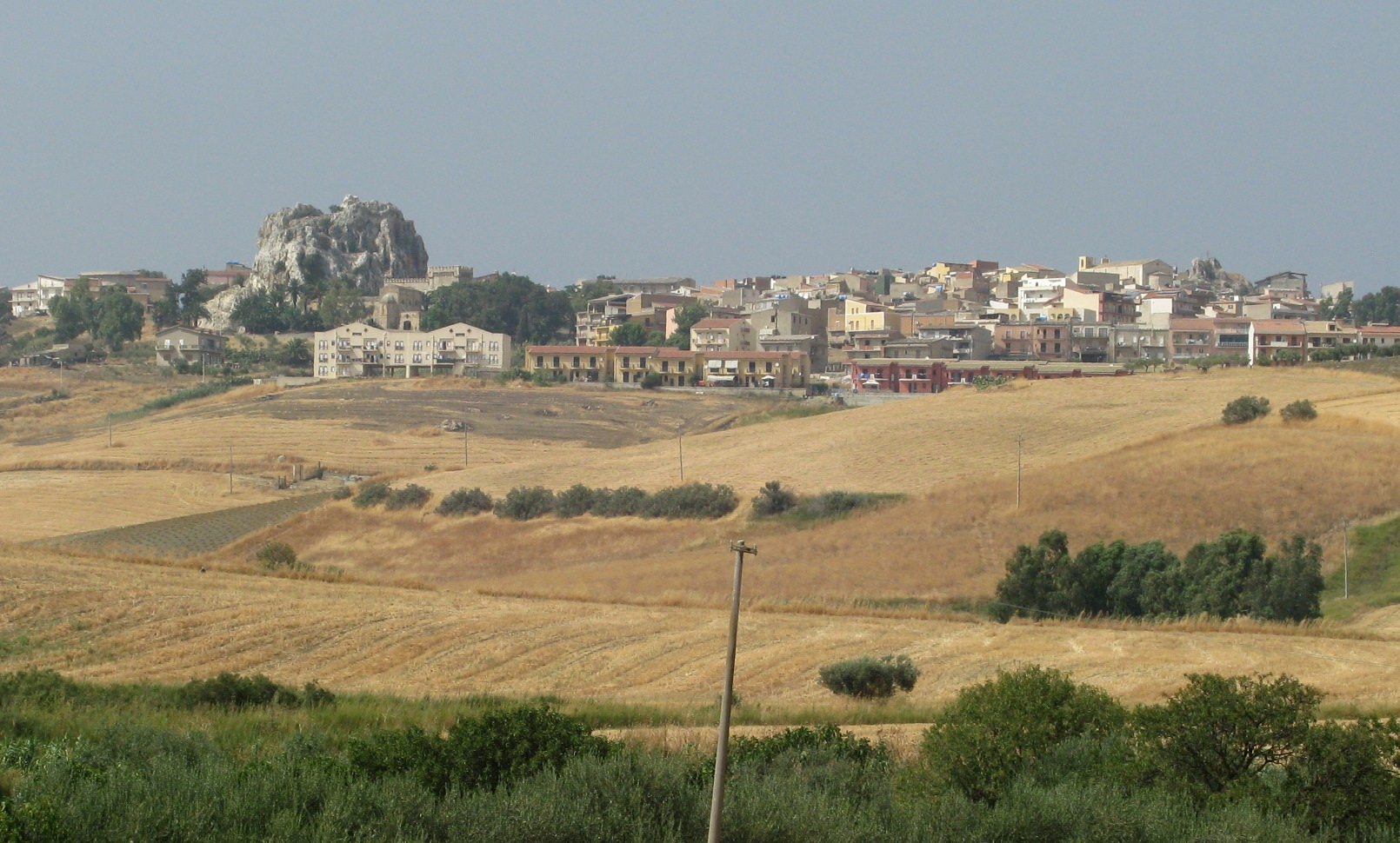
Joppolo Giancaxio